# Manfred Jungwirth
Manfred Jungwirth (* 4. Juni 1919 in St. Pölten; † 23. Oktober 1999 in Passau) war ein österreichischer Opernsänger (Bass).

## Karriere
Jungwirth wirkte zunächst als Sängerknabe im Domchor Dom zu St. Pölten. In seiner Heimatstadt wurde er bei Alice Goldberg, in Wien bei Emilie Auer-Weißgerber, in Bukarest bei Albert d’Andrée, in München bei Rudolf Großmann und in Berlin bei Josef Burgwinkel unterrichtet.
Ein Engagement Jungwirths im Stadttheater Klagenfurt kam nicht zustande, da er Kriegsdienst leisten musste. Sein Debüt hatte er daher an der Opera Națională București. Noch 1942 und dann wieder ab Kriegsende bis 1949 war er am Landestheater Innsbruck engagiert, wo er auch Musikwissenschaft studierte und in dieser Disziplin 1948 sein Doktorat erwarb. 1949 bis 1954 sowie 1958 bis 1961 und dann auch 1971 bis 1982 war er als ständiger Gast am Opernhaus Zürich aktiv. Zwischendurch 1956/57 auch in Wiesbaden, 1960 bis 1968 in Frankfurt am Main und 1967 bis 1985 an der Wiener Staatsoper.
Vornehmlich sang er die Bassbuffo-Partien, hier wären Opern von Domenico Cimarosa, Peter Cornelius, Friedrich von Flotow, Albert Lortzing, W. A. Mozart, Otto Nicolai, Gioacchino Rossini und Bedřich Smetana zu nennen. Außerdem übernahm er Rollen wie den Rocco in Beethovens Fidelio, aber auch einige von Giuseppe Verdi, Richard Wagner und C. M. v. Weber.
Schon mit rund 30 Jahren übernahm er den Part des Ochs von Lerchenau in Richard Strauss’ Rosenkavalier, den er erstmals in Zürich 1951/52 sang und dann auf allen wichtigen Bühnen verkörperte. Am Grand Théâtre de Genève gastierte er 1974 als Osmin in der Entführung aus dem Serail, in weiteren Schweizer Theatern als van Bett in Zar und Zimmermann.
Man konnte ihn aber auch in Berlin, der Deutschen Oper am Rhein (Düsseldorf/Duisburg), Hamburg, Köln, London, Mailand, München, New York, Paris, Rom, San Francisco, Stuttgart sowie bei den Bregenzer Festspielen, beim Maggio Musicale Fiorentino, beim Glyndebourne Festival und bei den Salzburger Festspielen erleben.

## Preise
- 1948 1. Preis beim Concours international d’exécution musicale de Genève
- 1977 Wiener Kammersänger

## Filmografie
- Fidelio, mit Gundula Janowitz, Lucia Popp, René Kollo, Hans Sotin, Adolf Dallapozza, Regie: Otto Schenk, Dirigent: Leonard Bernstein, Wiener Philharmoniker
- Der Rosenkavalier, mit Benno Kusche, Brigitte Fassbaender, Gwyneth Jones, Lucia Popp, Anneliese Waas, David Thaw, Gudrun Wewezow, Francisco Araiza, Regie: Otto Schenk, Dirigent: Carlos Kleiber, Orchester und Chor der Bayerischen Staatsoper (Bayerische Staatsoper 1979)